# Gavin Robinson (agent de mannequin)
Pour l’article homonyme, voir Gavin Robinson.
Lawrence Gavin Bertran Robinson (25 octobre 1935 - 2002) était un agent de mannequins sud-africain qui travaillait dans le quartier londonien d'Old Bond Street dans les années 1960 et 1970 et faisait partie de la scène du Swinging London. Son défilé à Mare Moda à Capri en 1969 a été décrit par The Times comme « aussi vif, aussi nerveux et aussi hippie que tout ce que l'on peut voir dans le West End londonien », tandis qu'un défilé pour Harrods en 1970 a été remarqué pour sa technique consistant à faire bouger ses modèles comme des machines sur de la musique.

## Jeunesse
Lawrence Robinson est originaire de Durban, en Afrique du Sud, et est né le 25 octobre 1935. Il a travaillé comme modèle masculin au début de sa vie.

## Carrière

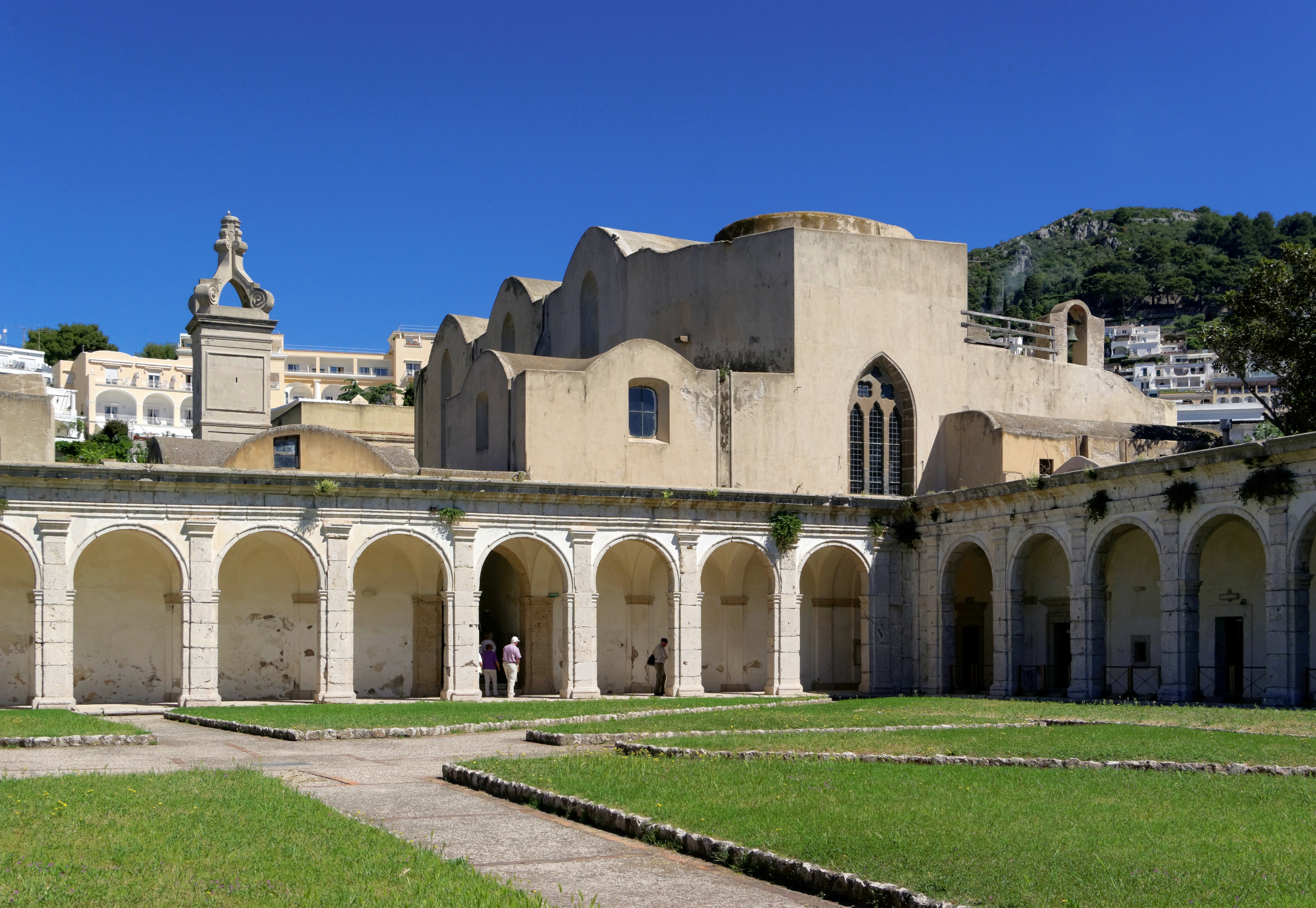
Cour de la Certosa di San Giacomo, Capri

Au milieu des années 1960, Robinson a créé une entreprise en tant qu'agent de mannequins au 30 Old Bond Street à Londres, où il exerçait sous le nom de Gavin L. B. Robinson. Selon les mémoires de Jo Wood, qui a été engagée par l'agence alors qu'elle était adolescente au milieu des années 1960, c'était « l'une des plus chaudes » de Londres à l'époque et Robinson était « très mince, à la mode et avait des cheveux blonds étonnants ». Wood se souvient qu'elle « ne comprenait pas pourquoi il était si flamboyant, si... féminin ». Parmi les autres modèles figurant dans les livres de Robinson dans les années 1960 figurent Nikki Ross et Sonia Pugin. Barbara Molyneux affirme que la toute première feuille de tête a été créée pour Robinson par Peter Marlowe en 1968.
En 1969, Robinson présente un spectacle devant 1 000 personnes dans la cour de la chartreuse Saint-Jacques de Capri, un monastère chartreux de Capri, pour la finale du festival Mare Moda. Le spectacle a été décrit par Antony King-Deacon de The Times comme « aussi vif, aussi nerveux et aussi hippie que tout ce que l'on peut voir dans le West End de Londres ». Selon King-Deacon, les mannequins de Maria Antonelli « s'agitaient avec leurs bras et leurs jambes dans une sorte d'apathie frénétique. Elles couraient, harem-scarem, se déhanchaient, criaient et disparaissaient. ». Personne n'a vraiment vu ou ne s'est souvenu des vêtements, s'est-il plaint. Robinson a également produit le final de la Mare Moda de 1970.
En mars 1970, il présente au grand magasin Harrods un défilé intitulé « Return of the Blues » que King-Deacon considère comme inhabituel en ce qu'il accorde un rôle majeur aux vêtements masculins, bien que les mannequins féminins soient toujours plus nombreux que les hommes. King-Deacon fait l'éloge de Robinson pour sa capacité à mettre en place « sans effort apparent un défilé de mode d'un chic inégalé » et note sa technique consistant à utiliser les mannequins « comme s'ils étaient des machines en les faisant marcher, tourner, se plier et même battre des paupières au rythme de la musique ». Gavin a continué à produire des défilés de mode Harrods tout au long des années 1970 en utilisant beaucoup des mêmes modèles, Christer, Greg Sherriff, Brian King, Ian Buchanan, Alan McVie, Georgie, Iona Skye, Charlie Brown (ancienne Miss Afrique du Sud) et Christian Fletcher. Il conduisait une vieille Bentley et organisait des week-ends pour ses modèles et quelques photographes dans sa retraite « the Barn » à Horsmonden près de Goudhurst, Kent. Il aimait cuisiner, collectionner les hiboux (en céramique, etc.) et rénover ses différentes maisons dans le quartier de Chelsea.
Robinson a ensuite été commercialisé sous le nom de Gavin's Models. Au milieu des années 1970, les modèles masculins de Gavin's étaient dirigés par l'ancien mannequin Gil Barber.

## Mort et héritage
Robinson est décédé à Camden, à Londres, en 2002. En 2013, il est apparu comme un personnage dans le roman Deadly Endings de Raymond Russell.